# Plethus cursitans
Plethus cursitans is een schietmot uit de familie Hydroptilidae. De soort komt voor in het Oriëntaals gebied.